# Elymnias pareuploea
Elymnias pareuploea är en fjärilsart som beskrevs av Hans Fruhstorfer 1911. Elymnias pareuploea ingår i släktet Elymnias och familjen praktfjärilar. Inga underarter finns listade i Catalogue of Life.